# Une anecdote stupide
Pour plus de détails, voir Fiche technique et Distribution.
Une anecdote stupide (Скверный анекдот) est un film soviétique réalisé par Alexandre Alov et Vladimir Naoumov, sorti en 1966,.

## Fiche technique
- Photographie : Anatoli Kuznetsov
- Musique : Nikolaï Karetnikov
- Décors : Alekseï Parkhomenko, N. Parkhomenko, Ganna Ganevskaia
- Montage : Tamara Zubrova